# Ruta de Nueva Jersey 42
La Ruta 42 es una carretera estatal en Nueva Jersey. La ruta tiene 14,28 millas (22,98 km) de longitud y va de U.S. Route 322 en Municipio de Monroe, Condado de Gloucester norte a Interestatal 76 y Interestatal 295 en Bellmawr, Condado de Camden. Norte de Atlantic City Expressway en Municipio de Washington, Ruta 42 es acceso limitado.